# 張伸瑛
張伸瑛（1984年1月17日—），韓國女演員，名字曾被譯作張申英、張新英等。2001年，通過第71屆全國春香小姐選拔大賽出道。

## 個人生活
2004年拍攝電影《當春天來到》時，在朋友介紹下認識經紀公司BOF理事魏承喆，2006年11月18日兩人喜結連理。2007年生下兒子。2009年因為性格不合，
張伸瑛於在首爾廣津區東部地方法院申請協議離婚，三年婚姻告終，兒子撫養權歸張伸瑛。
2013年張伸瑛與《荊棘花》同劇男演員姜景晙發展為戀人關係，兩人於2018年5月25日舉行非公開婚禮。2019年張伸瑛與姜景晙的兒子誕生。

## 演出作品

### 電視劇
- 2001年：MBC《我們家》
- 2002年：KBS《兩個男人的故事》
- 2002年：SBS《日出之家》
- 2003年：MBC《永遠的愛》飾演 韓雪姬
- 2003年：MBC《可愛的女人》飾演 金素妍
- 2003年：MBC《沙漠的春天》飾演 仁熙
- 2005年：MBC《還生-NEXT》飾演 姜貞花／李錦英／阿海／徐英淑／睦柳花
- 2008年：MBC《冬候鳥》飾演 熙珍
- 2009年：KBS《回家的路》飾演 韓秀仁
- 2010年：SBS《我是傳說》飾演 姜秀仁
- 2011年：KBS《完美的間諜》飾演 幼美
- 2011年：KBS《美蓮》飾演 楚妍
- 2011年：E Channel《女帝》飾演 徐仁華
- 2011年：SBS《太陽的新娘》飾演 金孝媛
- 2012年：SBS《追擊者 THE CHASER》飾演 申慧拉
- 2013年：JTBC《荊棘花》飾演 全思美
- 2013年：SBS《黃金帝國》飾演 尹雪熙
- 2014年：MBC《我人生的春天》飾演 裴智媛
- 2015年：SBS《我的心一閃一閃》飾演 李純真
- 2017年：MBC《自體發光辦公室》飾演 趙石慶
- 2017年：OCN《壞傢伙們：惡的都市》飾演 金愛景
- 2018年：KBS《Suits》飾演 羅律師
- 2019年：TV朝鮮《Babel》飾演 太宥娜
- 2022年：JTBC《Cleaning Up》飾演 金贊袛

### 電影
- 2002年：《不要問FAMILY》
- 2004年：《紅眼》飾演 美善
- 2004年：《當春天來到》飾演 秀妍
- 2006年：《初戀》飾演 素妍
- 2010年：《鋼的琴》
- 2010年：《歹徒》飾演 韓曉英

### 綜藝
- 2017年：《同床異夢2 - 你是我的命運》與姜景晙
- 2018年：《同床異夢2 - 你是我的命運》與姜景晙

### MV
- 2003年：Rich《從今天開始》
- 2004年：Brown Eyed Soul《我們真的愛過嗎》（與朴海日）
- 2006年：Monday Kiz《Bye Bye Bye》（與李棟旭）
- 2009年：酷懶之味《Ping》
- 2010年：閔京勳《傷痕累累》（與馬東錫）
- 2011年：徐仁英《洗臉》
- 2013年：Davichi《兩人喝一杯》（與成勛）

## 主持
- 2010年：MBC《狐狸的管家》
- 2012年：JTBC《Beauty Up》
- 2012年：SBS《叢林的法則W－中秋特輯》
- 2017年：KBS2《寄宿房的女兒們》

## 獲獎
- 2012年：SBS演技大賞－迷你系列劇部門 女子特別演技獎（追擊者 THE CHASER）
- 2017年：MBC演技大賞－迷你系列劇部門 女子黃金演技獎（自體發光辦公室）

## 外部連結
- 張伸瑛的Instagram帳戶 （页面存档备份，存于）